# Манхэттен (коктейль)
«Манхэ́ттен» (англ. Manhattan) — коктейль на основе виски и вермута, появившийся в конце XIX века в США, затем распространившийся в Европе, главным образом в Англии. Входит в число официальных коктейлей Международной ассоциации барменов (IBA), категория «Незабываемые» (англ. Unforgettables), классифицируется как аперитив (Before Dinner Cocktail).
«Манхэттен» отмечался как второй по популярности коктейль в мире в середине XX века и остался одним из нескольких самых популярных коктейлей и в настоящем.

## История
Сведения о его происхождении спорны. Некоторые утверждают, что коктейль «Манхэттен» был изобретен в баре «Manhattan Club» в 1874 году.
В «Valentine’s Manual of New York» издания 1923 года изобретение коктейля относится к 1860-м годам.
Другие говорят о том, что напиток действительно происходит из XIX века, но был создан американкой — матерью Уинстона Черчилля, в честь избрания одного из «бурбонных демократов» мэром Нью-Йорка в 1875 году.
Существует версия с изобретением в 20-е годы в клубе «Манхэттен» в Нью-Йорке.
В сборник коктейлей IBA вошёл в 1961 году.
Одна из традиций существует связанная с коктейлем Манхэттен на небольшом северо-фризском острове Фер, манхэттенский коктейль — стандартный напиток почти в каждом кафе, ресторане и на «встречах» местных жителей. История гласит, что многие жители Фера эмигрировали на Манхэттен во время поездок на глубоководную рыбалку, полюбили напиток и привезли его с собой в Фер. Напиток обычно смешивают 1 часть вермута с 2 частями виски, с небольшим количеством биттера, подают холодным, в ледяном стакане или со льдом и вишневым гарниром.

## Приготовление
В составе данного коктейля сладкий красный вермут и ржаной виски или бурбон, которые смешивают со льдом в смесительном стакане (метод stir — перемешивание барной ложкой) или в шейкере. Подают с добавлением биттера без льда в коктейльной рюмке. Украшают вишней для коктейлей, лимонной цедрой или вишней мараскино; в более старых рецептах украшения не используются.
Исторически виски в коктейле «Манхэттен» был ржаным (исключая штаты Миннесота и Висконсин, где предпочитали Brandy Manhattans, и юг, где пили Bourbon Manhattans). Пропорции виски к вермуту колеблются в широких рамках — от 3:1 до 1:1, и даже 1:2. Тем не менее, классической считается пропорция 2:1; вместе с тем, соотношение виски к вермуту может использоваться для классификации коктейля по сладости — 2:1 считается «обычным», большее содержание вермута дает «Сладкий Манхэттен», меньшее — «Сухой Манхэттен». Существует точка зрения, что ржаной виски и бурбон в этом коктейле взаимозаменяемы (что не относится к скотчу).

### «Манхэттен»
Рецепт коктейля по IBA:
- 50 мл ржаного виски
- 20 мл красного сладкого вермута
- 1-2 капли биттера «Ангостура»

### Bourbon Manhattan
- 75 мл бурбона
- 25 мл красного сладкого вермута
- 2 капли «Ангостуры»

## Варианты
- «Сухой Манхэттен» готовится с сухим вермутом вместо сладкого[3].
- «Идеальный Манхэттен» (англ. Perfect Manhattan) готовится с одинаковыми частями красного (сладкого) и сухого вермута[6].
- «Манхэттен Бренди» (англ. Brandy Manhattan) готовится с бренди вместо виски[11].
- «Столичный» (или «Метрополитен») (англ. Metropolitan) готовится так же, как и «Манхэттен Бренди», но с соотношением бренди (или коньяка) и вермута 3 к 1 и добавлением деша сахарного сиропа[11].
- «Кубинский Манхэттен» (англ. Cuban Manhattan) — это «Идеальный Манхэттен» с тёмным ромом вместо виски[12].
- «Роб Рой» (англ. Rob Roy): используется шотландский скотч вместо бурбона, для отличения от «Манхэттена» может украшаться апельсиновой кожурой[3].
- «Комфорт Манхэттен» с ликером Southern Comfort[9].
- Вариации с добавлением небольшого количества ликера кюрасао или шартреза[4].